# Rasmus Jansen
Rasmus Jansen (født 30. november 1746 i Horsens, død 26. juni 1827 i Aalborg) var en dansk biskop. 
Jansens oven angivne fødselsdag er den han selv opgiver, ifølge kirkebogen skal han være døbt 25. november. Han blev dimitteret fra son fødebys latinskole 1766. Den astronomiske professor Christian Horrebow gav ham smag for matematiske studier, og 1770 blev han alumnus på Borchs Kollegium og 2. observator ved det astronomiske observatorium. Herved vandt han, der havde været en meget fattig student, et anstændigt udkomme; men han beklagede siden at have tabt alt for megen tid for sit egentlige studium, teologien. 
Efter at være vendt tilbage til dette tog han 1774 teologisk embedseksamen og ansattes året efter som kapellan i Holstebro og Måbjerg. Her kom han i "en meget vanskelig forbindelse", formodentlig med sognepræsten C.H. Holm, hvilket foranledigede hans forflyttelse til sognepræsteembedet for Flade, Fladstrand og Gærum menigheder 1779. Her fra befordredes han atter til Nykøbing, Lødderup og Elsø på Mors 1782, i hvilket embede han kort efter blev provst i Sønderherred. 
Da stiftsprovstiet i Aarhus 1793 blev ledigt, opfordrede kancelliets præsident ham til at søge det. Begge de biskopper, i hvis stifter han havde været ansat, Tetens og Studsgaard, gave ham de bedste anbefalinger, de roser hans duelighed og veltalenhed; den sidste kalder ham et lysende eksempel i stiftet, særdeles skikket til at blive præst i en større købstad. Under påberåbelse heraf, så vel som fordi han havde så stor en familie (10 børn), indstillede kancelliet ham til embedet, som han også fik. Da Studsgaard 1806 tog sin afsked fra bispeembedet i Aalborg, blev han hans eftermand. I 1817 fik han Dannebrogsordenens kommandørkors. 
Der faldt forskellige domme over ham efter hans død; mange beskyldte ham for hykleri og nepotisme. Jørgen Thisted, der som kapellan ved Budolphi Kirke i Aalborg havde lært ham nøje at kende, roser ham derimod meget for den kærlighed, hvormed han antog sig unge præster – aldrig, siger han, gik nogen præst rådvild fra ham – og for den nidkærhed, hvormed han holdt over lærens renhed. Han havde den vane selv i store selskaber at sige højt, hvad han tænkte; men derved lagde han kun for dagen, hvor rent hans hjerte var. Han pådrog bispestolen en betydelig gæld, så at regeringen for at få den af betalt lod embedet efter hans død stå ubesat i henved 6 år, medens stiftsprovsten som vikar besørgede forretningerne. 
Han er begravet på Hospitalskirkegården i Aalborg.